# Julien Baumgartner
 (juin 2021).
Si vous disposez d'ouvrages ou d'articles de référence ou si vous connaissez des sites web de qualité traitant du thème abordé ici, merci de compléter l'article en donnant les références utiles à sa vérifiabilité et en les liant à la section « Notes et références ».
Pour les articles homonymes, voir Baumgartner.
Julien Baumgartner, né le 23 septembre 1976 à Wittenheim, est un comédien français.

## Biographie
Parallèlement à son diplôme d'architecture[réf. nécessaire], Julien Baumgartner se forme à la comédie au TJP de Strasbourg (1994-1997), au Cours Florent (1997-2000) et au Conservatoire de Paris (CNSAD, 2000-2001). Il joue ainsi Kafka, Racine, Pinter, et monte lui-même La Gnose en 2000[réf. nécessaire], compilation d'auteurs et de création. Plus tard, il sert On purge bébé de Feydeau et Petits meurtres en famille de François Roux.
Invité du court-métrage La Chambre des Parents : un nouvel amour de Pascale Breton (2001), puis d'un moyen-métrage projeté au Festival de Cannes en 2002 puis au cinéma pour la première fois dans Sexy Boys de Stéphane Kazandjian (2002), et en héros troublé du film À cause d'un garçon de Fabrice Cazeneuve (2002), il enchaîne les partitions dans le court-métrage Un beau jour, un coiffeur de Gilles Bindi en 2003, Soir Bleu d'Arnaud Bénoliel en 2007, Passagers de Samuel Feller en 2008, et dans Comme une image d'Agnès Jaoui (2004) et Le temps d'un regard d'Ilan Flammer (2004), et à la télévision.
Il joue régulièrement pour Jean-Louis Lorenzi, notamment dans La Tranchée des espoirs (2003), puis viennent Le bal des célibataires en 2004, Chat bleu, chat noir en 2006, et Épuration en 2007. On le voit traverser les séries Paris, enquêtes criminelles (Le Justicier de l'ombre) avec Vincent Perez, Les Petits Meurtres d'Agatha Christie (Am Stram Gram), et il apparaît dans des téléfilms tels que Les Amants du Flore d'Ilan Duran Cohen en 2005, où il seconde Lorànt Deutsch/ Sartre et Anna Mouglalis/ Beauvoir.
Ilan Duran Cohen le propulse au devant de la scène dans la comédie d'espionnage Le Plaisir de chanter en 2009, rôle qui lui permet de faire partie des révélations meilleurs espoirs aux César 2009. Au même moment, il apparaît dans la fantaisie Hello Goodbye de Graham Guit (2008), aux côtés de Gérard Depardieu et Fanny Ardant.
Depuis il a tourné dans des longs-métrages : Toulouse de Lionel Baier en 2010, dans The Tourist de Florian Henckel von Donnersmarck, aux côtés de Bruno Wolkowitch et d'Angelina Jolie, et tient le rôle principal dans 4 garçons dans la nuit d'Edwin Baily, pour lequel il reçoit le Prix d'interprétation masculine au Festival du film de télévision de Luchon en 2010, puis dans Assis Debout Couché d'Edgard F.Grima. 
En 2012, il est à l'affiche de Le noir (te) vous va si bien de Jacques Bral avec Thierry Lhermitte, Élise Lhomeau, Grégoire Leprince-Ringuet, Salim Kechiouche et Sofiia Manoucha.
En 2013, il est à l'affiche de Chez nous c'est trois !, comédie de Claude Duty, et sur le petit écran dans Un petit bout de France de Bruno Le Jean.
En 2014, on le voit dans L'Art de la fugue de Brice Cauvin, puis dans Félix et les Loups, premier long métrage de Philippe Sisbane, dans lequel il incarne le personnage principal.
Il a été choisi pour être l'un des héros de Origines, série policière diffusée en septembre et octobre 2014 sur France 3.
En 2014, il tourne pour le réalisateur belge Antoine Cuypers, dans Préjudice, aux côtés de Nathalie Baye, Thomas Blanchard, Arno Hintjens, Ariane Labed et Éric Caravaca.
En 2015, la cinéaste Coline Serreau réalise Pierre Brossolette ou les Passagers de la lune, dans lequel Julien Baumgartner incarne le résistant Pierre Brossolette pour la première fois sur les écrans.
Depuis, Julien a enchaîné les tournages avec une saison 2 de la série Origines, dont il est l'un des héros, et le téléfilm La Loi de Gloria, où il joue auprès de Victoria Abril.
En 2018, il est choisi par France Télévisions pour incarner le nouveau Caïn dans la série diffusée sur France 2 depuis 2012.

### Théâtre
- 1997 : Mon corps habillé (d'après Kafka) - m.e.s. Josiane Fritz.
- 1999 : Beaumarchais (Michèle Harfaut) - m.e.s. Michèle Harfaut : Chérubin et Léon d'Astorga.
- 1999 : Théâtres- m.e.s. Stéphane Auvray-Nauroy.
- 2000 : Mithridate (Jean Racine) - m.e.s. Julien Kosellek : Xipharès.
- 2000 : Canevas (Julie Desbruères) - m.e.s. Julie Desbruères.
- 2000 : Hot House (Harold Pinter) - m.e.s. Jérémie Lelouët.
- 2002 : On purge bébé (Georges Feydeau) - m.e.s. Valéry Warnotte : Follavoine.
- 2006 : Petit Meurtre en Famille (François Roux) - m.e.s. François Roux : Louis, le fils.
- 2007 : Un doux reniement - pièce radiophonique de Christophe Pellet : François.

## Filmographie

### Cinéma
- 2001 : Sexy Boys de Stéphane Kazandjian : Sébastien
- 2001 : La chambre des parents 5 : un nouvel amour - moyen-métrage de Pascale Breton : Romain
- 2003 : Un beau jour, un coiffeur - court-métrage de Gilles Bindi : Jérôme (nomination meilleur acteur au festival de Moulin)
- 2003 : Je regarde la mer sans toi de Frédéric Moriette : Guillaume
- 2003 : Comme une image de Agnès Jaoui : Matthieu
- 2003 : À cause d'un garçon (You'll get over it) de Fabrice Cazeneuve : Vincent Molina
- 2004 : Lisbon Project de James Coleman : le régisseur[réf. nécessaire]
- 2004 : Le temps d'un regard d'Ilan Flammer : Adrien
- 2006 : Les Amants du Flore d'Ilan Duran Cohen : Tyssen
- 2007 : Soir Bleu d'Arnaud Bénoliel : David
- 2007 : Le Plaisir de chanter d'Ilan Duran Cohen : Julien Duverger (révélation meilleurs espoirs aux Césars 2009)
- 2008 : Hello Goodbye de Graham Guit : Nicolas
- 2008 : Passagers de Samuel Feller
- 2009 : Juliette de Sylvie Ballyot
- 2010 : Toulouse de Lionel Baier : Ludovic
- 2010 : The Tourist de Florian Henckel von Donnersmarck : French Officer #2
- 2010 : Assis Debout Couché d'Edgard F. Grima : Pascal
- 2011 : Le noir (te) vous va si bien de Jacques Bral : Serge
- 2013 : L'Art de la fugue de Brice Cauvin : Thibault
- 2013 : Chez nous c'est trois ! de Claude Duty : Guillaume
- 2014 : De toi à moi de Daniella Marxer : Alexander Altmann
- 2014 : Félix et les Loups de Philippe Sisbane : Félix Raiberti
- 2015 : Préjudice d'Antoine Cuypers : Laurent

### Télévision
- 2000 : Les Cordier, juge et flic (épisode Silence Coupable) du Alain Wermus : Lucas
- 2002 : La Tranchée des espoirs de Jean-Louis Lorenzi : Auxence (prix du meilleur espoirs masculin)
- 2003 : À cause d'un garçon de Fabrice Cazeneuve : Vincent Molina
- 2004 : Le Bal des célibataires de Jean-Louis Lorenzi : Auxence
- 2005 : Les Amants du Flore de Ilan Duran Cohen : Tyssen
- 2006 : Chat bleu, chat noir de Jean-Louis Lorenzi : Auxence
- 2007 : Épuration de Jean-Louis Lorenzi : Auxence Memling
- 2007 : Le Justicier de l'ombre (Paris, enquêtes criminelles) de Bertrand Van Effenterre : Arnaud Malbourg
- 2008 : Les Petits Meurtres d'Agatha Christie, épisode Am Stram Gram de Stéphane Kappès : Jacko Vallabrègues
- 2009 : L'âme du mal de Jérôme Foulon : Romain et Rémi Beaumont
- 2010 : 4 garçons dans la nuit de Edwin Baily : Alex Guilbet
- 2012 : Un petit bout de France de Bruno Le Jean. Rôle principal : Vincent Desmoulier
- 2014 : Origines de Jérôme Navarro : Arthur du Plessis
- 2015 : Pierre Brossolette de Coline Serreau : Pierre Brossolette
- 2016 : Origines saison 2, de Nicolas Herdt et Jerôme Navarro : Arthur du Plessis
- 2017 : La Loi de..., épisode La Loi de Gloria - L'avocate du diable de Didier Le Pêcheur : Frédéric Andro
- 2018-2020 : Caïn : Capitaine Frédéric « Fred » Caïn
- 2021 : Le Code : David Kerval

## Distinction

### Récompense
- Festival des créations télévisuelles de Luchon 2010 : Prix d'interprétation masculine pour 4 garçons dans la nuit, partagé avec Dimitri Storoge, Pascal Cervo et Antoine Hamel.